# Samyutta Nikaya
Samyutta Nikaya - Colección de los discursos agrupados temáticamente (del pali samyutta = "grupo" o "colección") es una colección de escritos budistas. Forma parte del Sutta Pitaka del Canon Pali, es decir, de la colección de los antiguos textos budistas escritos en idioma pali que constituye el cuerpo doctrinal y fundacional del budismo theravāda y que se compone mayoritariamente de los sutras o discursos pronunciados por el Buda y, a veces, alguno de sus discípulos más cercanos.
Samyutta Nikaya consiste en 2.889 sutras, relativamente cortos, agrupados en 56 diversos temas o samyuttas en cinco principales divisiones. Los estudiosos creen que esta colección, especialmente su última Gran División (Mahavagga), contienen los discursos más antiguos y, consecuentemente, las enseñanzas más auténticas del mismo Buda . 
Esta tercera parte de la Sutta Pitaka consiste en 2.889 suttas, relativamente cortos, agrupados en 56 diversos temas o samyuttas dentro de cinco principales divisiones o vaggas.

## Sagathavagga - El libro de los versos
- Devatasamyutta: Discursos relacionados con los devas
- Devaputtasamyutta: Discursos relacionados con los devas jóvenes
- Kosalasamyutta: Discursos relacionados con los kosalas
- Marasamyutta: Discursos relacionados con el Mara
- Bhikkhunisamyutta: Discursos relacionados con las monjas
- Brahmasamyutta: Discursos relacionados con los bramas
- Brahmanasamyutta: Discursos relacionados con los brahmanes
- Vangisasamyutta: Discursos relacionados con Vangisa
- Vanasamyutta: Discursos relacionados con el bosque
- Yakkhasamyutta: Discursos relacionados con los yakkhas
- Sakkasamyutta: Discursos relacionados con el Sakka

## Nidanavagga - El libro de la causalidad
- Nidanasamyutta: Discursos relacionados con el origen
- Abhisamayasamyutta: Discursos relacionados con el avance
- Dhatusamyutta: Discursos relacionados con los elementos
- Anamataggasamyutta: Discursos relacionados con el comienzo no descubierto
- Kassapasamyutta: Discursos relacionados con Kassapa
- Labhasakkarasamyutta: Discursos relacionados con las grandezas y el honor
- Rahulasamyutta: Discursos relacionados con Rahula
- Lakkhanasamyutta: Discursos relacionados con Lakkhana
- Opammasamyutta: Discursos relacionados con los símiles
- Bhikkhusamyutta: Discursos relacionados con los monjes

## Khandhavagga - El libro de los componentes
- Khandhasamyutta: Discursos relacionados con los conjuntos
- Radhasamyutta: Discursos relacionados con Radha
- Ditthisamyutta: Discursos relacionados con los puntos de vista
- Okkantisamyutta: Discursos relacionados con la entrada
- Uppadasamyutta: Discursos relacionados con el surgimiento
- Kilesasamyutta: Discursos relacionados con las impurezas
- Sariputtasamyutta: Discursos relacionados con Sariputta
- Nagasamyutta: Discursos relacionados con los nagas
- Supannasamyutta: Discursos relacionados con los supannas
- Gandhabbasamyutta: Discursos relacionados con los gandhabbas
- Valahakasamyutta: Discursos relacionados con los Devas de las Nubes
- Vacchagotasamyutta: Discursos relacionados con Vacchagota
- Jhanasamyutta: Discursos relacionados con la meditación

## Salayatanavagga - El libro de las bases de los seis sentidos
- Salayatanasamyutta: Discursos relacionados con la base de los seis sentidos
- Vedanasamyutta: Discursos relacionados con las sensaciones
- Matugamasamyutta: Discursos relacionados con la mujer
- Jambukhadakasamyutta: Discursos relacionados con Jambukhadaka
- Samandakasamyutta: Discursos relacionados con Samandaka
- Moggallanasamyutta: Discursos relacionados con Moggallana
- Cittasamyutta: Discursos relacionados con Citta
- Gamanisamyutta: Discursos relacionados con los caciques
- Asankhatasamyutta: Discursos relacionados con lo incondicionado
- Abyakatasamyutta: Discursos relacionados con lo no declarado

## Mahavagga - El gran libro
- Maggasamyutta: Discursos relacionados con el Camino
- Bojjhangasamyutta: Discursos relacionados con los factores de iluminación
- Satipatthanasamyutta: Discursos relacionados con establecimiento de la atención consciente
- Indriyasamyutta: Discursos relacionados con las facultades
- Sammappadhanasamyutta: Discursos relacionados con los rectos esfuerzos
- Balasamyutta: Discursos relacionados con los poderes
- Iddhipadasamyutta: Discursos relacionados con las bases del poder espiritual
- Anuruddhasamyutta: Discursos relacionados con Anuruddha
- Jhanasamyutta: Discursos relacionados con los jhanas
- Anapanasamyutta: Discursos relacionados con la respiración
- Sotapattisamyutta: Discursos relacionados con Entrada en la Corriente
- Saccasamyutta: Discursos relacionados con las Verdades